# Сонцеве (Конотопський район)
Со́нцеве — село в Україні, в Путивльському районі Сумської області. Населення становить 7 осіб. До 2018 орган місцевого самоврядування — Зінівська сільська рада.

## Географія
Село Сонцеве знаходиться за 2 км від правого берега річки Сейм. Примикає до села Понизівка (ліквідоване в 2007 році), на відстані до 1 км розташовані села Курдюмове і Пішкове. Через село проходить автомобільна дорога Т 1908.

## Історія
Село постраждало внаслідок геноциду українського народу, проведеного урядом СССР в 1932—1933 роках.
12 червня 2020 року, відповідно до розпорядження Кабінету Міністрів України № 723-р «Про визначення адміністративних центрів та затвердження територій територіальних громад Сумської області», село увійшло до складу Путивльської міської громади.
19 липня 2020 року, в результаті адміністративно-територіальної реформи та ліквідації Путивльського району, увійшло до складу новоутвореного Конотопського району.

## Населення
Згідно з переписом УРСР 1989 року чисельність наявного населення села становила 12 осіб, з яких 3 чоловіки та 9 жінок.
За переписом населення України 2001 року в селі мешкало 7 осіб.

### Мова
Розподіл населення за рідною мовою за даними перепису 2001 року:
| Мова       | Чисельність | Відсоток |
| ---------- | ----------- | -------- |
| українська | 5           | 71,43%   |
| російська  | 2           | 28,57%   |
| Усього     | 7           | 100%     |